# Stenger-Test
Der Stenger-Test ist eine audiometrische Methode der Hals-Nasen-Ohrenheilkunde, mit der die Simulation einer einseitigen Taubheit oder Schwerhörigkeit aufgedeckt werden kann. Der Test beruht auf dem Phänomen, dass ein beiderseits, aber mit unterschiedlicher Lautstärke angebotener Ton nur auf der Seite des lauteren Tones wahrgenommen wird.
Der Test wurde von Paul Stenger im Jahre 1900 beschrieben: 

„Hält man vor jedes Ohr eine Stimmgabel von derselben Tonhöhe, so werden diese beiderseits gehört nur bei gleichem Anschlag, gleicher Entfernung und beiderseits normaler Hörfähigkeit. Es genügt aber schon eine minimale Veränderung auf der einen Seite, die entweder in geringer Verschiebung in der Entfernung oder in stärkerem Anschlag liegen kann, dazu, um sofort zu Gunsten einer Seite ausschlagen zu lassen. ... Man nähert bei einem Manne mit zweifelhafter linksseitiger Taubheit, bei nicht verschlossenen Ohren zunächst die eine ... Stimmgabel von rechts her dem rechten Ohr so weit, bis der Untersuchte angibt, die Stimmgabel zu hören. ... Hält man nun dicht vor das angeblich taube, linke Ohr ... eine gleich gestimmte Stimmgabel und nähert man nun von rechts her eine gleichzeitig angeschlagene Stimmgabel, so wird diese, falls das linke Ohr wirklich taub ist, ... gehört. Ist das linke Ohr nicht taub, sondern besitzt dasselbe noch Hörfähigkeit, so wird die rechts genäherte Stimmgabel nicht eher rechts gehört werden, bis die vor das linke Ohr gehaltene Stimmgabel, d. h. die Hörfähigkeit des linken Ohres ausgeschaltet ist.“

Später wurde der Test kaum jemals mit solcher Klarheit beschrieben.

## Untersuchungsvorgang
Der Test wird heute unter Verwendung eines Tonaudiometers durchgeführt. Es wird über Kopfhörer am „guten“ Ohr ein Ton 10 dB über der Hörschwelle angeboten. Am fraglich tauben Ohr wird nun der gleiche Ton in steigender Intensität angeboten. Ist dieses Ohr tatsächlich taub, wird der Untersuchte angeben, den Ton weiterhin am guten Ohr zu hören. Ist die Taubheit jedoch simuliert, gibt der Untersuchte ab einer gewissen Lautstärke des Tones am angeblich tauben Ohr an, den Ton am guten Ohr nicht mehr zu hören, weil er nun den Ton am angeblich schlechteren Ohr lauter hört. Durch wiederholte Messung kann die tatsächliche Hörschwelle des angeblich tauben Ohres in Annäherung festgestellt werden. 
Die Interpretation des Stenger-Versuchs ist nicht einfach, der Test sollte daher nur von erfahrenen Untersuchern durchgeführt werden.